# 乔冽
乔冽，小说《水浒传》中人物，陕西泾原人，法号“道清”，故又名乔道清。八岁时曾游崆峒山，遇异人传授幻术，能呼风唤雨，驾雾腾云，人称“幻魔君”。因为与人纠纷，将人打伤至死，被官府通缉，因而离家出逃，并改名为全真。后田虎造反，起兵作乱，拉乔冽入伙。由于乔冽善幻术，助田虎侵夺州县，成为田虎的主要助手，被田虎封为护国灵感真人。
宋江领兵讨伐田虎时，乔道清被公孙胜所收服。
征王慶時，因昔日同為田虎麾下的摯友孫安病死，使他跟公孫勝及马灵回山修道。回山後，他拜罗真人為師。